# Ghosts (chanson de Bruce Springsteen)
 (mai 2025).
Si vous disposez d'ouvrages ou d'articles de référence ou si vous connaissez des sites web de qualité traitant du thème abordé ici, merci de compléter l'article en donnant les références utiles à sa vérifiabilité et en les liant à la section « Notes et références ».
Pour les articles homonymes, voir Ghosts.
Singles de Bruce Springsteen
Letter to You
(2020)
Ghosts est un single de 2020 du chanteur américain de rock Bruce Springsteen et de son groupe le E Street Band. La chanson a été publiée en tant que dixième single de l'album Letter to You de Springsteen. Un clip vidéo a également été publié pour ce single.

## Description
La chanson traite de « la beauté et la joie d'être dans un groupe et la douleur de perdre l'un des siens à cause de la maladie et du temps ». En plus d'être un hommage aux musiciens disparus du E Street Band et une lettre d'amour au rock, Rolling Stone décrit Ghosts comme un probable futur favori en concert lorsque les concerts reprendront, sonnant comme une « version revigorée des morceaux rock de The River, tels que Two Hearts ». Le clip officiel comporte des références visuelles à George Theiss, Clarence Clemons et Danny Federici.